# 波瓦坦人

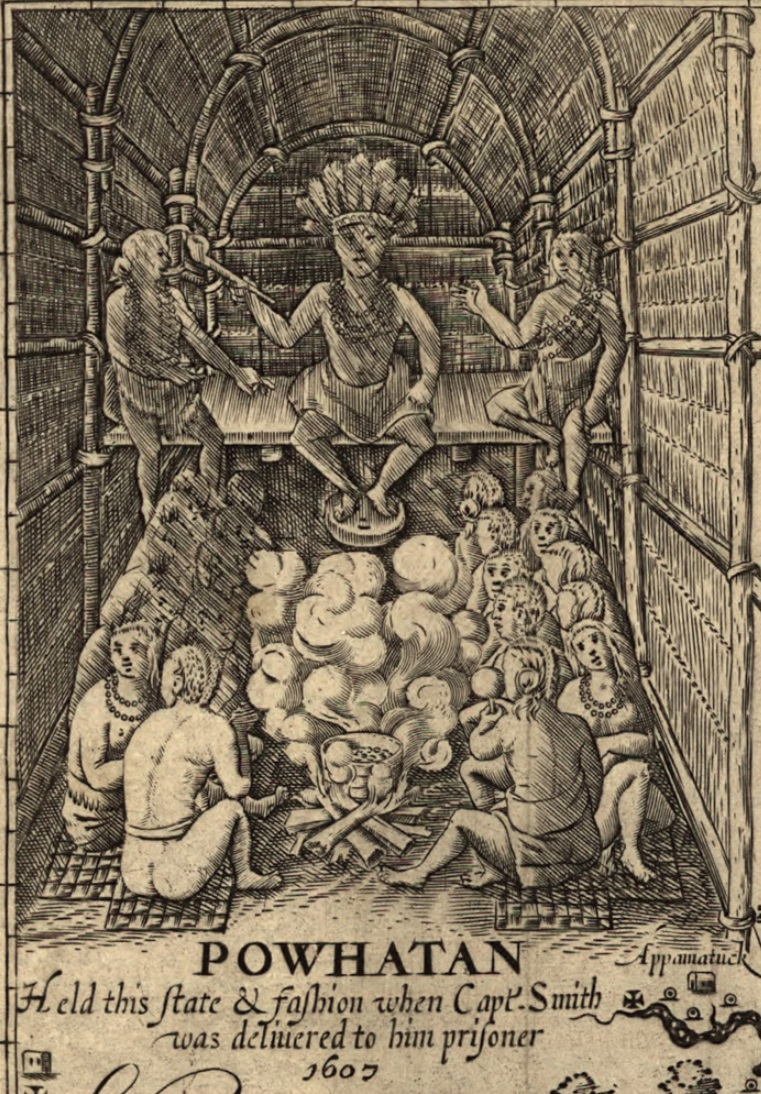
波瓦坦

波瓦坦人（Powhatan /ˌpaʊhəˈtæn, ˈhætən/，有時候也拼作Powhatans、Powatan），或译波哈坦人，也叫弗吉尼亞阿冈昆人（Virginia Algonquians），指弗吉尼亞東部塞纳科马卡地區的美國原住民。在詹姆斯敦殖民地建立時，東弗吉尼亞共有14,000–21,000波瓦坦人。
16世紀末至17世紀初，波瓦坦人的酋長（mamanatowick）就叫波瓦坦（原名Wahunsenacawh，寶嘉康蒂之父），他在1618年去世，之後他的弟弟Opchanacanough即位，開始驅逐殖民者，結果導致殖民者的報復，波瓦坦人幾乎滅族，波瓦坦部落也不復存在，剩餘的波瓦坦人流落各地。21世紀，弗吉尼亞政府確認有九個美國原住民部落是波瓦坦人的後裔，人口約3000—3500。